# Мартыненко, Прасковья Ивановна

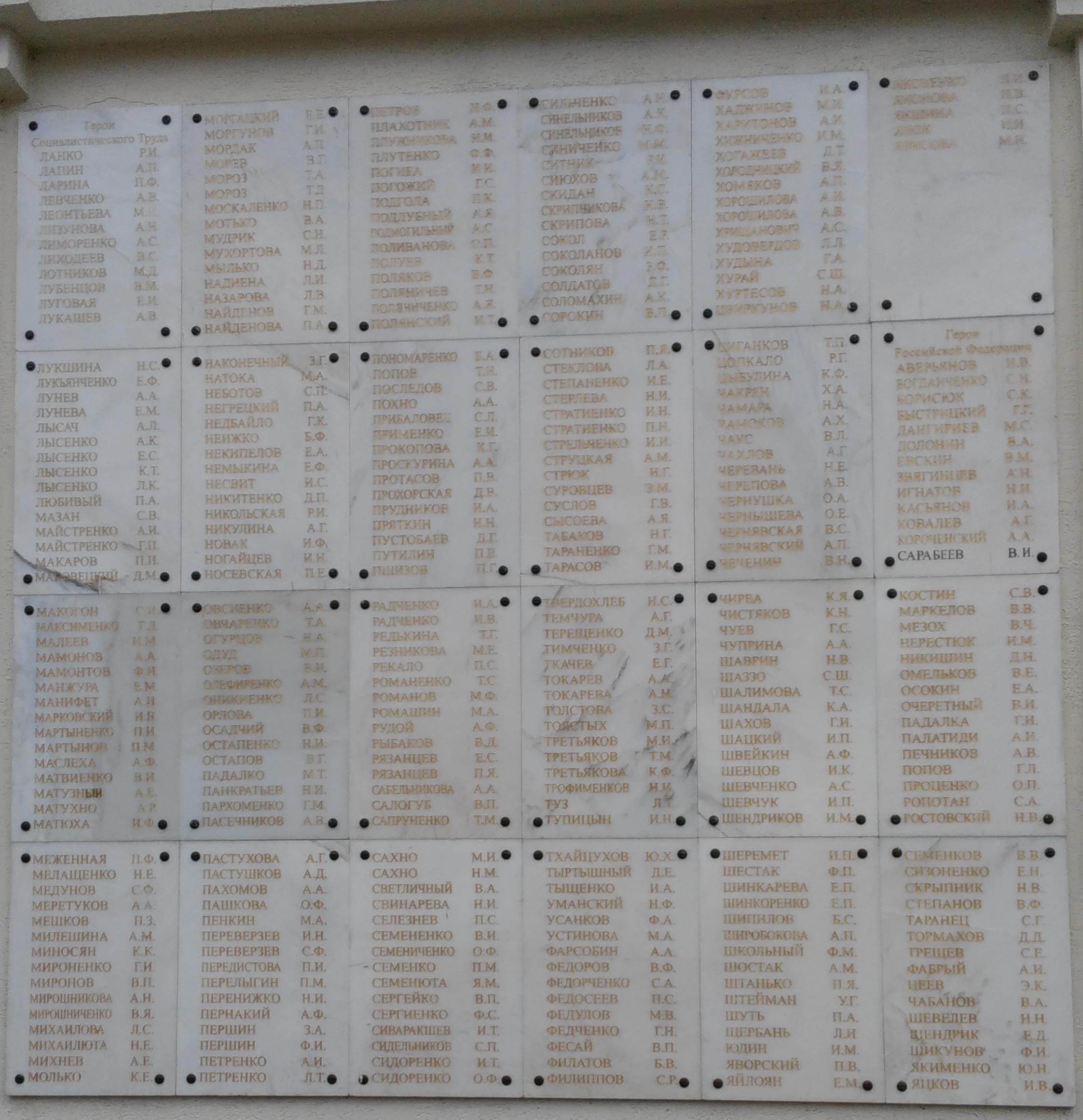
Мемориальная доска с именами Героев Социалистического Труда Кубани и Адыгеи. Краснодар 2017

Прасковья Ивановна Мартыненко (1909—1983) — звеньевая семеноводческого совхоза «Кубань» Министерства совхозов СССР, Гулькевичский район Краснодарского края. Герой Социалистического Труда (06.04.1948).

## Биография
Родилась в 1909 году на территории современного Краснодарского края.
В 1937 году поступила работать в 3-е отделение (хутор Дальний) семеноводческого совхоза «Кубань» Гулькевичского района.
В 1947 году совхоз устанавливает тесную связь с Краснодарской селекционной станцией. В совхозе выросли замечательные мастера земледелия. Имена их известны всей стране. Правительство высоко оценило труд рабочих и специалистов совхоза, Указом Президиума Верховного Совета СССР большая группа работников совхоза, за получение высоких урожаев, была награждена орденами и медалями. Прудников, Иван Александрович — директор семеноводческого совхоза «Кубань», получивший урожай пшеницы 31,3 центнера с гектара на площади 374,5 гектара, и одиннадцать человек удостоены почётного звания Героя Социалистического труда.
Прасковья Ивановна возглавила полеводческое звено. её звено по итогам работы в 1947 году получило урожай пшеницы 32,2 центнера с гектара на площади 9,5 гектара.
Указом Президиума Верховного Совета СССР от 6 апреля 1948 года за получение высоких урожаев пшеницы при выполнении совхозами плана сдачи государству сельскохозяйственных продуктов в 1947 году и обеспеченности семенами всех культур в размере полной потребности для весеннего сева 1948 года звеньевой семеноводческого совхоза «Кубань» Министерства совхозов СССР Мартыненко Прасковье Ивановне присвоено звание Героя Социалистического Труда с вручением ордена Ленина и золотой медали «Серп и Молот».
Была неоднократной участницей ВСХВ и ВДНХ, и в последующие годы её звено добивалось высоких показателей в социалистическом соревновании продолжало получать отличные урожаи. 30 мая 1950 награждена вторым орденом Ленина.
Скончалась в 1983 году.

## Награды
- Медаль «Серп и Молот» (06.04.1948);
- Орден Ленина (06.04.1948).
- Орден Ленина (30.05.1950).
- Медаль «За трудовую доблесть»
- Медаль «В ознаменование 100-летия со дня рождения Владимира Ильича Ленина» (6 апреля 1970)
- Медаль «Ветеран труда»
- медалями ВСХВ и ВДНХ

- и другими
- Отмечена грамотами и дипломами.

## Память
- На могиле установлен надгробный памятник.
- Имя Героя золотыми буквами вписано на мемориальной доске в Краснодаре.
- В 2012 году открыта «Аллея Славы» у дворца культуры поселка Кубань с портретом Героя совхоза.